# مايك ديكين
مايك ديكين (بالإنجليزية: Mike Deakin)‏ (25 أكتوبر 1933 ببرمنغهام في المملكة المتحدة - 8 أغسطس 2017) هو لاعب كرة قدم بريطاني في مركز الهجوم. لعب مع كريستال بالاس ونادي نورثامبتون تاون ونونيتون بورو ‏ ونادي ألدرشوت وبرومزغروف روفرز ‏.

## وصلات خارجية
- مايك ديكين على موقع قاعدة بيانات كرة القدم.إي يو (الإنجليزية)